# 八嶋博人
八嶋　博人（やしま ひろと、1953年11月7日 - ）は、日本人ヴァイオリニスト。ドイツ在住。

## プロフィール
1953年、仙台市生まれ。4歳より現岡幹博、後に海野義雄に師事。東北大学工学研究科前期課程修了（工学修士）。同課程修了後、宮城フィルハーモニー管弦楽団（現在の仙台フィル）のコンサートマスターを務めたのち、83年に渡欧。ザルツブルク・モーツァルテウム音楽大学に入学し、バルトーク・ベーラやパブロ・カザルスとも親交の厚かった大家、シャーンドル・ヴェーグ教授に師事。まもなくしてカメラータ・アカデミカのメンバーに抜擢された。87年にソロディプロマを取得して卒業と同時に、ハノーファー北ドイツ放送フィルハーモニー管弦楽団(NDR)の第1ヴァイオリニストに就任し、2019年まで30年余り在籍。08年から09年にはハノーファー弦楽アカデミーオーケストラのソロコンサートマスターを兼任した。
ソリストとしても世界各地で演奏し、多くの批評家、指揮者から“楽器を楽々とあやつる天与の術”、“非凡な演奏会、並外れた技量”、“大胆さと繊細さを兼ね備えたヴァイオリン弾き”、“卓越したソリスト、最高の熟練度”などと高く評価される。幅広いレパートリーを持ち、現代曲の初演、自作のカデンツァも多く手がけている。音楽を通して国際交流を進める活動にも参加しており、「アジア少年少女愛と夢のコンサート」のゲストアーティストとして、スリランカ、中国、モンゴルで演奏した。08年、四川被害地青少年育成基金設立コンサートに招かれ、再び中国で演奏した。
弦楽器本来の深い音を求めて、ガット弦（ビラストロ　オイドクサ）と、その良さを引き出す自作の弓を駆使し、聴衆を魅了している。

## 関連人物
娘は、指揮者の八嶋恵利奈。